# Niewidoczne życie sióstr Gusmão
Niewidoczne życie sióstr Gusmão (port. A vida invisível de Eurídice Gusmão) – brazylijski dramat filmowy z 2019 roku w reżyserii Karima Aïnouza, zrealizowany na podstawie powieści pod tym samym tytułem autorstwa Marthy Batalhi. Zdjęcia kręcono w Rio de Janeiro. 
Film miał swoją światową premierę 20 maja 2019 roku w ramach sekcji "Un Certain Regard" na 72. MFF w Cannes, gdzie zdobył główną nagrodę. Później stał się oficjalnym brazylijskim kandydatem do Oscara dla najlepszego filmu międzynarodowego, ale ostatecznie nie zdobył nominacji.

## Opis fabuły
Lata 50. w Brazylii to czas, gdy kobiety są uzależnione od swoich rodziców i mężów. Siostry Gusmão chcą żyć po swojemu: Eurídice pragnie zostać pianistką, Guida marzy o szalonej, wielkiej miłości. Gdy na skutek dramatycznych wydarzeń zostają rozdzielone, nie przestają za sobą tęsknić.

## Obsada
- Fernanda Montenegro jako Eurídice Gusmão
- Carol Duarte jako młoda Eurídice
- Gregório Duvivier jako Antenor
- Júlia Stockler jako Guida Gusmão
- António Fonseca jako Manuel
- Marcio Vito jako Osvaldo

## Nagrody
Źródło
| Rok  | Festiwal               | Nagroda                    | Wynik     |
| ---- | ---------------------- | -------------------------- | --------- |
| 2019 | 72. MFF w Cannes       | Un Certain Regard          | Nagroda   |
| 2019 | MFF w Jerozolimie      | Najlepszy film zagraniczny | Nominacja |
| 2019 | MFF w Limie            | Najlepszy film             | Nominacja |
| 2019 | MFF w Monachium        | CineCoPro Award            | Nagroda   |
| 2019 | Transatlantyk Festival | New Cinema                 | Nominacja |